# Brock (Saskatchewan)
Pour les articles homonymes, voir Brock.
Brock est un village situé dans la province de Saskatchewan, dans le sud-ouest.